# Casa Singer
La Casa Singer, chiamata anche Casa dei libri, è un edificio storico situato sulla Prospettiva Nevskij davanti alla Cattedrale di Kazan'. Attualmente ospita anche la sede della VK. L'edificio era stato costruito per ospitare la filiale russa della Singer Company, che originariamente intendeva costruire un grattacielo, come a New York City con il Singer Building. Visto però che non era concesso costruire strutture più alte del Palazzo d'Inverno, si decise di coronare l'edificio con una torre di vetro, decorata a sua volta da una scultura, evitando anche di oscurare la Cattedrale di Kazan' o la Chiesa del Salvatore sul Sangue Versato. Durante la prima guerra mondiale ospitò per breve tempo anche l'ambasciata degli Stati Uniti. Nel 1919, non molto tempo dopo la Rivoluzione d'ottobre, l'edificio fu dato alla "Casa Editrice Statale di Pietrogrado". Divenne rapidamente la libreria più grande della città, acquisendo la denominazione "Casa dei libri" nel 1938. La libreria rimase aperta anche durante l'assedio di Leningrado fino al novembre 1942, riaprendo di nuovo nel 1948.

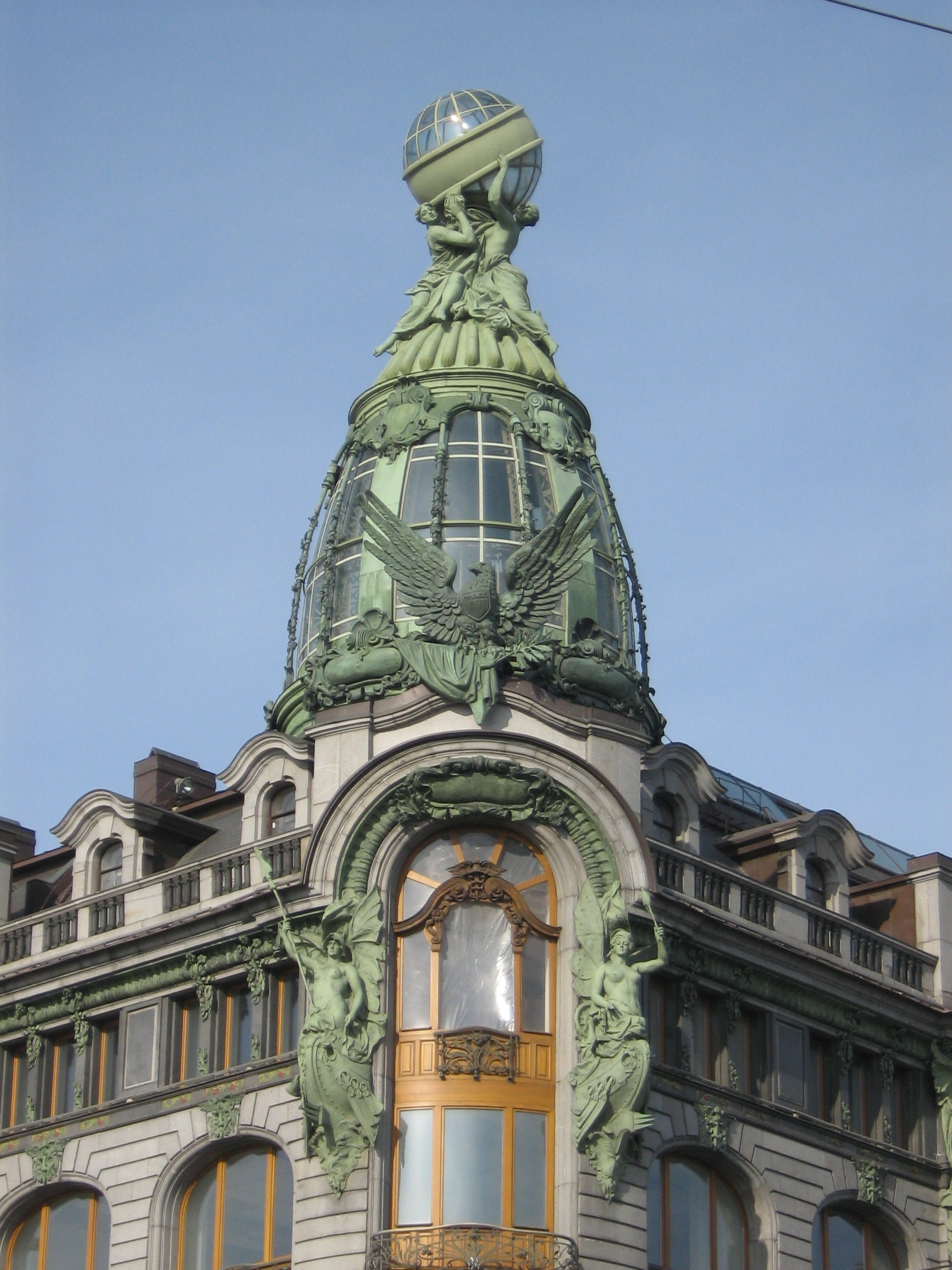
Dettaglio della cupola.